# Fort des Brotteaux
Le fort des Brotteaux est une fortification, aujourd'hui disparue, faisant partie de la première ceinture de Lyon. Il était situé dans le quartier des Brotteaux de Lyon, entre ces quatre actuelles rues :
- rue des Émeraudes,
- cours Lafayette,
- avenue Thiers,
- rue Waldeck-Rousseau.

## Histoire
Ce fort a été le premier des forts de la première ceinture de Lyon à être construit sur la rive gauche du Rhône, au carrefour de la route allant à Décines et la route de Crémieu.
Il était construit sur une butte de terre de 5 m de hauteur et entouré d'une fosse remplie d'eau stagnante large de 30 m et profonde de 3 m.
De forme trapézoïdale dont le petit côté (250 m) avec ses 2 bastions dans les angles et ses canons était orienté à l'est.
Du côté ouest de 360 m (appelé la gorge), se trouvait l'entrée du fort équipée d'un pont en bois.
Au centre du fort, une autre motte de terre de 4 m recouvrait la caserne d'une garnison de 350 hommes ainsi que la poudrière et quelques magasins.

Ce plan décrit le parcours du ruisseau de Feurs avant la construction du fort des Brotteaux. L'expertise judiciaire est demandée par des artisans et paysans exploitant le ruisseau, lésés par son détournement dû la construction du fort.
Archives du département du Rhône et de la métropole de Lyon, UCiv1683

## Aujourd'hui
La loi du 21 août 1884 déclasse le fort des Brotteaux. De longs pourparlers commencent alors entre la ville et la Compagnie du chemin de fer Paris-Lyon-Méditerranée en vue de reconstruire la gare des Brotteaux légèrement plus à l'est à l'emplacement du fort. La construction de cette gare entre 1904 et 1908 fait totalement disparaitre l'ancien ouvrage militaire.